# Буртаси (плем'я)
Буртаси — племенне об'єднання, що розташовувалося на правому березі середньої Волги. Вперше згадуються арабськими авторами в X ст., у руських літературних пам'ятниках — з XIII ст.
Спочатку (як мінімум з 5 ст. від Р.Х.) жили уздовж самої Волги приблизно від сучасного міста Саратова до м. Сизрань (територія сучасних Саратовської, Самарської, Ульяновської і крайнього сходу Пензенської областей). Влаштовували набіги на волзько-камських булгар та печенігів. З кінця 7 ст. буртаси перебували під владою Хазарського каганату. У 7-10 ст. через їх територію рухалися на північ булгари, зайнявші північні землі буртасів. З кінця 10 ст. — платили данину то руським князівствам, то Волзькій Булгарії.
У 11 ст. буртаси просунулися далі на північний захід, у верхнє сточище Сури і частково Мокши і Цни (наприклад, річка Буртас на заході Пензенської області). Тоді ж вони були витіснені з приволзьких степів половцями. Після монголо-татарської навали 13 ст. буртаси остаточно зникли, змішавшись з половцями, булгарами і мордвою. Мабуть, зробили вплив на формування культури мишарів і мордви.
У районі села Наровчат (верхів'я Мокши, північний захід Пензенської області) знаходяться залишки ймовірно буртаської фортеці.  
Мовна приналежність буртасів досі точно не встановлена. Зазвичай передбачається, що вони говорили на угрофінській мові, були споріднені мордві і виділилися близько 5 ст. з племен городецької культури, просунувшись на південний схід. Також існує точка зору, що буртаси були нащадками іраномовних сарматів , що кочували в цих районах, з першого тис. до Р.Х.  
Буртаси займалися землеробством, скотарством, мисливством і бджолярством. Вели торгівлю хутром. Союз племен буртасів виставляв до 10 тис. вершників, що здійснювали набіги на волзько-камських булгар і печенігів.